# Tim Drummond
Timothy Lee Drummond (* 20. April 1940 in Canton, Illinois; † 10. Januar 2015 in St. Louis County, Missouri) war ein US-amerikanischer Bassist und Studiomusiker. Tim Drummond war das erste weiße Mitglied in der Band von James Brown; er begleitete Brown auf dessen Tournee durch Vietnam 1968.
Tim Drummond begleitete im Laufe seiner Karriere als Bassist mehrere namhafte Musiker und überschritt dabei bestehende Genregrenzen wie Rockabilly, Rhythm and Blues, Funk und Country & Western. Zu den Musikern, die Drummond am Bass begleitete, gehören Hank Ballard, Eric Clapton, Neil Young, Crosby, Stills and Nash, Bob Dylan, Graham Nash, Ry Cooder, J. J. Cale, Miles Davis, B. B. King, Joe Cocker und Albert Collins.

## Laufbahn
Während des Vietnamkrieges trat James Brown vor US-Army-Soldaten in Vietnam auf. Aus Sicherheitsgründen durfte James Brown nur eine aus sieben Personen bestehende Band mitbringen. Zu dieser Band gehörten neben Jimmy Nolen an der Gitarre und Maceo Parker am Saxophon auch Tim Drummond. Da sich Drummond in Vietnam mit Hepatitis infizierte, wurde er nach seiner Rückkehr durch Charles Sherrell ersetzt.
Als Neil Young in Nashville sein Hitalbum Harvest aufnahm, gehörte Tim Drummond mit Ben Keith, Jack Nitzsche und Kenny Buttrey zur sich formierenden Begleitband The Stray Gators. Zwanzig Jahre später spielte Neil Young das Nachfolgealbum Harvest Moon ein, und wieder bildete Tim Drummond mit Kenny Buttrey die Rhythmusgruppe.
Mit den Stray Gators unternahm Neil Young 1973 die Time Fades Away-Tour, wobei Tim Drummond mit dem vormaligen Schlagzeuger der Turtles, Johnny Barbata, zur Rhythmusgruppe gehörte. Neben Russell Kunkel am Schlagzeug begleitete er auch Crosby, Stills, Nash & Young auf ihrer Stadion-Tournee von 1974. Hierbei traf Drummond in St. Paul auf Bob Dylan, dessen Band er später beitrat.
Drummond begleitete Neil Young auch auf dessen Live-Album Unplugged (1993) und ist auch auf der dazugehörigen MTV-Aufnahme zu sehen. Er sitzt zwischen Neil Young (l.) und dem Gitarristen Nils Lofgren.
Mit dem Drummer Jim Keltner bildete Drummond die Rhythmusgruppe Tim & Jim. Tim Drummond spielte einen Fender Precision Bass.
Drummond ist auch Co-Autor mehrere Songs von den Musikern, mit denen er zusammen spielte. Dazu gehören Saved (Bob Dylan), Who's Talking (J. J. Cale), Saddle Up The Palomino (Neil Young) und Down In Hollywood (Ry Cooder).

## Weggefährten über Tim Drummond
Rest in Peace, Tim. You were a great bass player and songwriter. You had the fire, the magic. You played with James Brown, Conway Twitty and Bob Dylan. You played on many of my records too. I remember your humor, your life, your quickness, your love. Thanks man!

„Ruhe in Frieden, Tim! Du warst ein großartiger Bassist und Songwriter. Du hattest Feuer, Magie. Du spieltest mit James Brown, Conway Twitty und Bob Dylan. Du warst auch auf vielen meiner Platten zu hören. Deinen Humor, deinen Lebensstil, deine Schnelligkeit und deine Freundschaft werde ich nie vergessen. Danke dafür!“

Tim was a white bass blayer I had used on some sessions in Cincinnati at King. I'd been asking him to join the band, and when he heard we were going to Vietnam he said yes. He told me he wanted to show the soldiers over there that some white and black people back home were getting along. He was a playing cat - good God a'mighty, I never could get enough of Tim.

„Tim, der Bassist, war ein Weißer, den ich für einige Sessions bei King in Cincinnati engagiert hatte. Ich hatte ihn gebeten, in die Band zu kommen, und als er hörte, wir gingen nach Vietnam, sagte er zu. Er sagte mir, er wolle den Soldaten da drüben zeigen, dass es zu Hause immerhin einige Weiße und Schwarze gibt, die miteinander auskommen. Er konnte wirklich spielen, großer Gott, von Tim konnte ich nie genug kriegen.“

## Diskografie (Auswahl)
Begleitmusiker für Neil Young
- 1972: Harvest
- 1973: Time Fades Away (Live)
- 1973: Tuscaloosa (Live; erschienen 2020)
- 1973: Tonight’s the Night (erschienen 1975)
- 1974: On the Beach
- 1975: Homegrown (erschienen 2020)
- 1977: Chrome Dreams (erschienen 2023)
- 1977: American Stars ’n Bars
- 1977: Comes a Time (erschienen 1978)
- 1992: Harvest Moon
- 1993: Unplugged

Begleitmusiker für Graham Nash
- 1974: Wild Tales

Begleitmusiker für Crosby & Nash
- 1975: Wind on the Water
- 1977: Crosby–Nash Live

Begleitmusiker  für Crosby, Stills, Nash & Young
- 2014: CSNY 1974

Begleitmusiker für Ry Cooder
- 1979: Bop Till You Drop (Warner Records)

Begleitmusiker für Bob Dylan
- 1979: Slow Train Coming
- 1980: Saved
- 1981: Shot of Love